# Bruno Piñatares
Bruno Piñatares (Montevideo, Uruguay; 25 de junio de 1990) es un futbolista uruguayo. Juega de mediocampista defensivo y se encuentra en el club Guaraní de Paraguay

## Trayectoria

### Inicios
Comenzó su carrera en Baby Fútbol Dryco. Más tarde jugó en Nacional antes de unirse a Rentistas, donde terminó su formación.
Debutó con el primer equipo en 2007, con 16 años; su equipo finalmente descendió de Primera División al final de la campaña. Más tarde aparecería con más regularidad en los años siguientes, en Segunda División.
Piñatares se mudó al Boston River de segunda división en 2010, siendo un titular habitual. En julio de 2013, regresó a Rentistas, con el club ahora de vuelta en la máxima categoría.

### Portuguesa
El 11 de julio de 2014 se mudó al extranjero por primera vez en su carrera, uniéndose al Portuguesa del Campeonato Brasileño de Serie B. Apareció regularmente durante la Série B de 2014, sufriendo el descenso, pero perdió su puesto de titular en el Campeonato Paulista de 2015 y posteriormente dejó el club en mayo de 2015.

### Cerro
En junio de 2015, Piñatares regresó a su país de origen luego de firmar un contrato con Cerro en la primera división. Fue titular regular cuando su equipo clasificó a la Copa Libertadores 2017.

### Western Sydney Sydney
El 29 de junio de 2016 fichó por el club australiano Western Sydney Wanderers. Al no poder establecerse como titular regular, fue puesto en libertad el 11 de mayo de 2017.

### River Plate de Montevideo
En julio de 2017 regresó a Uruguay para jugar en River Plate de Montevideo, también en la máxima categoría. Un titular inmediato, solo se perdió un partido durante la temporada, ya que su equipo terminó en una posición de mitad de tabla.

### Delfín
El 2 de enero de 2018 fichó por el Delfín de la Serie A ecuatoriana, dirigido por su compatriota Guillermo Sanguinetti. Ayudó a su equipo a ganar la liga por primera vez en su historia en la campaña 2019, también anotando en semifinales contra Macará.

### Barcelona de Guayaquil
El 3 de enero de 2020 fue anunciado en Barcelona de Guayaquil también en la máxima categoría ecuatoriana, reencontrándose con su exentrenador de Delfín, Fabián Bustos. También se convirtió en titular para su nuevo equipo, ganó otro título de la Serie A en 2020 y ayudó a su equipo a llegar a las semifinales de la Copa Libertadores 2021.

## Estadísticas

### Clubes
Actualizado al último partido disputado el 29 de mayo de 2024.
| Club                     | País          | Año           | Partidos | Goles | Asistencias | Media |
| ------------------------ | ------------- | ------------- | -------- | ----- | ----------- | ----- |
| Rentistas                | Uruguay       | 2007 - 2010   | 31       | 2     | 0           | 0.06  |
| Boston River             | Uruguay       | 2010 - 2013   | 66       | 3     | 2           | 0.05  |
| Rentistas                | Uruguay       | 2013 - 2014   | 19       | 2     | 0           | 0.11  |
| Portuguesa               | Brasil        | 2014 - 2015   | 14       | 0     | 0           | 0.00  |
| Cerro                    | Uruguay       | 2015 - 2016   | 27       | 0     | 0           | 0.00  |
| Western Sydney Wanderers | Australia     | 2016 - 2017   | 19       | 0     | 0           | 0.00  |
| River Plate              | Uruguay       | 2017 - 2018   | 14       | 0     | 0           | 0.00  |
| Delfín S. C. (cedido)    | Ecuador       | 2018 - 2019   | 77       | 5     | 0           | 0.06  |
| Barcelona S. C.          | Ecuador       | 2020 - 2024   | 142      | 2     | 0           | 0.01  |
| Total carrera            | Total carrera | Total carrera | 409      | 14    | 2           | 0.03  |

## Palmarés
| Título             | Club            | País    | Año  |
| ------------------ | --------------- | ------- | ---- |
| Serie A de Ecuador | Delfín S. C.    | Ecuador | 2019 |
| Serie A de Ecuador | Barcelona S. C. | Ecuador | 2020 |

### Distinciones individuales
| Distinción                               | Club         | País    | Año  |
| ---------------------------------------- | ------------ | ------- | ---- |
| 11 ideal del Campeonato Ecuatoriano 2019 | Delfín S. C. | Ecuador | 2019 |